# Ghirardelli Chocolate Company
La Ghirardelli Chocolate Company es una división estadounidense de la chocolatera suiza Lindt & Sprüngli. La compañía se nombra así debido a su fundador el chocolatero italiano Domingo Ghirardelli, quien tras haber trabajado en el Sur de Estados Unidos se trasladó a California. La Ghirardelli Chocolate Company fue incorporada en 1852 como la segunda compañía más grande de chocolate, y es la segunda más antigua de Estados Unidos, tras la Baker's Chocolate.